# Sedum dendroideum
Sedum dendroideum là một loài thực vật có hoa trong họ Crassulaceae. Loài này được Moç. & Sessé ex DC. miêu tả khoa học đầu tiên năm 1828.